# Pulitzer Prize Playhouse
Pulitzer Prize Playhouse è una serie televisiva statunitense in 52 episodi trasmessi per la prima volta nel corso di 2 stagioni dal 1950 al 1952.
Sponsorizzata dalla Joseph Schlitz Brewing Company, è una serie di tipo antologico in cui ogni episodio rappresenta una storia a sé. Gli episodi sono storie di genere drammatico e vengono presentati dalla voce di Elmer Davis. Sono adattamenti di racconti, romanzi o opere teatrali di vincitori del Premio Pulitzer. Tra gli attori che si prestarono ad interpretare i ruoli vi sono Spring Byington, Charles Dingle, James Dunn, Nina Foch, John Forsythe, Helen Hayes, Wanda Hendrix, Otto Kruger, Thomas Mitchell, Mildred Natwick, Gene Raymond, Kent Smith.

## Produzione
La serie fu prodotta dalla ABC. Le musiche furono composte da Russ Case.

### Registi
Tra i registi sono accreditati:
- Alex Segal in 4 episodi (1950-1951)
- Frank Telford in 2 episodi (1950-1951)
- Charles S. Dubin in 2 episodi (1951)
- Lawrence Carra

### Sceneggiatori
Tra gli sceneggiatori e autori delle opere da cui sono stati tratti i soggetti sono accreditati:
- Maxwell Anderson in 5 episodi (1950-1951)
- Sidney Howard in 3 episodi (1950-1951)
- Moss Hart in 2 episodi (1950-1951)
- George S. Kaufman in 2 episodi (1950-1951)
- Robert E. Sherwood in 2 episodi (1950-1951)
- Thornton Wilder in 2 episodi (1950-1951)
- Budd Schulberg in 2 episodi (1950)
- John P. Marquand in un episodio (1950)
- Booth Tarkington in un episodio (1950)
- Owen Davis in un episodio (1951)
- Susan Glaspell in un episodio (1951)

## Distribuzione
La serie fu trasmessa negli Stati Uniti dal 6 ottobre 1950 al 4 giugno 1952 sulla rete televisiva ABC.

## Episodi
| Stagione         | Episodi | Prima TV USA |
| ---------------- | ------- | ------------ |
| Prima stagione   | 39      | 1950-1951    |
| Seconda stagione | 13      | 1951-1952    |